# Coll de Núria
El Coll de Núria, o d'Eina, és una collada d'alta muntanya situada a 2.680,8 m alt del límit dels termes comunal d'Eina, de la comarca de l'Alta Cerdanya, a la Catalunya del Nord, i municipal de Queralbs, de la del Ripollès.
És al sud del terme d'Eina i al nord del de Queralbs. És al nord-est del Pic de Núria i al sud-oest del Pic d'Eina, aproximadament equidistant de tots dos pics.
El Coll de Núria està inclòs en moltes de les rutes excursionistes del sector dels Pirineus cerdans.